# Flughafen Ciudad del Carmen

i8
i11
i13
Der Flughafen Ciudad del Carmen (spanisch Aeropuerto Internacional de Ciudad del Carmen, IATA-Code: CME, ICAO-Code: MMCE) ist ein internationaler Flughafen bei der Küstenstadt Ciudad del Carmen im Bundesstaat Campeche im Südosten Mexikos. Er dient vorrangig touristischen Zwecken.

## Lage
Der nur etwa 3 m hoch gelegene Flughafen Ciudad del Carmen befindet sich auf einer Insel zwischen dem Golf von Mexiko und der Laguna de Términos; die Entfernung nach Mexiko-Stadt beträgt ca. 800 km (Luftlinie) in westlicher Richtung.

## Flugverbindungen
Es werden in der Hauptsache nationale Flüge von und nach Mexiko-Stadt abgewickelt.

## Passagierzahlen
Im Jahr 2014 wurden über 650.000 Passagiere abgefertigt; im Jahr 2019 waren es nur noch ca. 400.000. Danach erfolgte nochmals ein deutlicher Rückgang infolge der COVID-19-Pandemie.